# Bodljikava palma
Bodljikava palma (igličasta palma, igličava palma, lat. Rhapidophyllum hystrix) vrsta je malene palme, naraste do 180 cm visine, poznata je po svojoj otpornosti na veliku hladnoću. 

## Opis
Pouzdano izdržava temperature do -25 °C a u više slučajeva zabilježeno je da je preživljavanje i -30 °C s određenim oštećenjima. Neke su palme podnijele i niže temperature smrzavajući se sve do korijena ali su se iz njega na proljeće obnovile. Ova palma u prirodi raste od Mississippija do središnje Floride, a na sjeveru se može naći sve do Sjeverne Karoline. Prirodno je rasprostranjena i u umjerenom klimatskom području. 
Ovo je grmasta palma koja nikad ne stvara nadzemno stablo. Ima jake bodlje dužine 10 – 25 cm smeđe ili crne boje. Ima obično 12 listova koji stoje uspravno. Ova je palma dvospolna i ima cvjetove na visokoj dršci. Zbog bodlji se koristi i kao živa ograda. Rhaphidophyllum hystrix je jedna od rijetkih palmi koje mogu rasti i u kontinentalnim krajevima Hrvatske. Ova je vrsta nažalost dosta rijetka u Europi pa tako i u Hrvatskoj.

## Vanjske poveznice
- (engl.) Scanpalm Rhapidophyllum